# AirTrain JFK

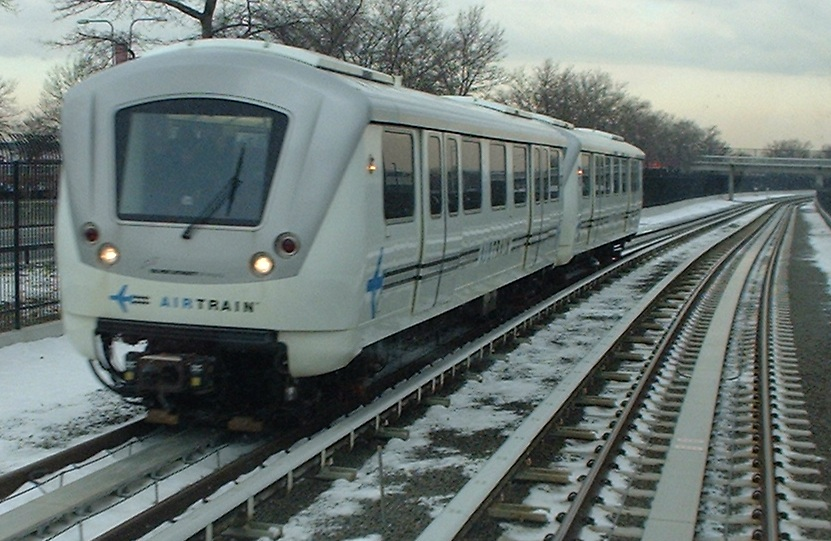
AirTrain JFK.

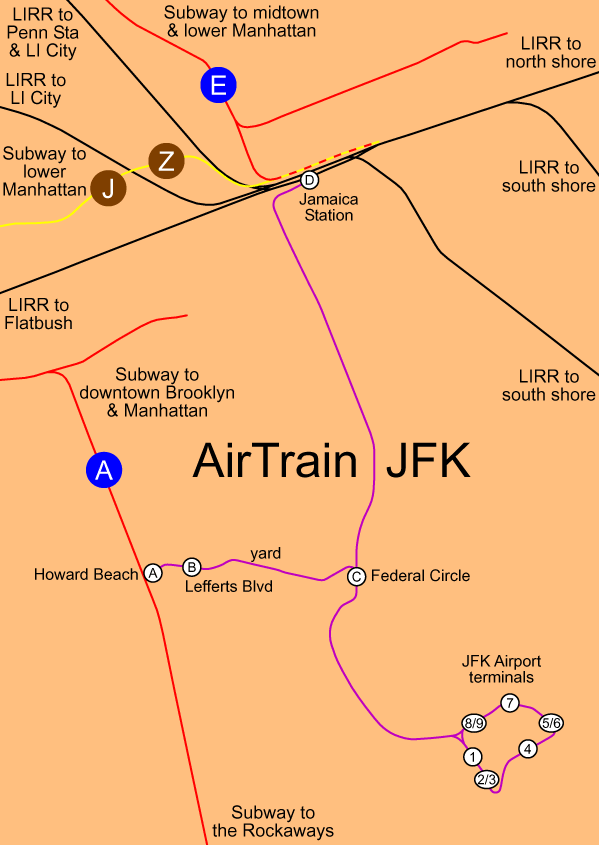
Overzicht van verbindingen tussen AirTrain JFK en het openbaar vervoer (trein en metro).

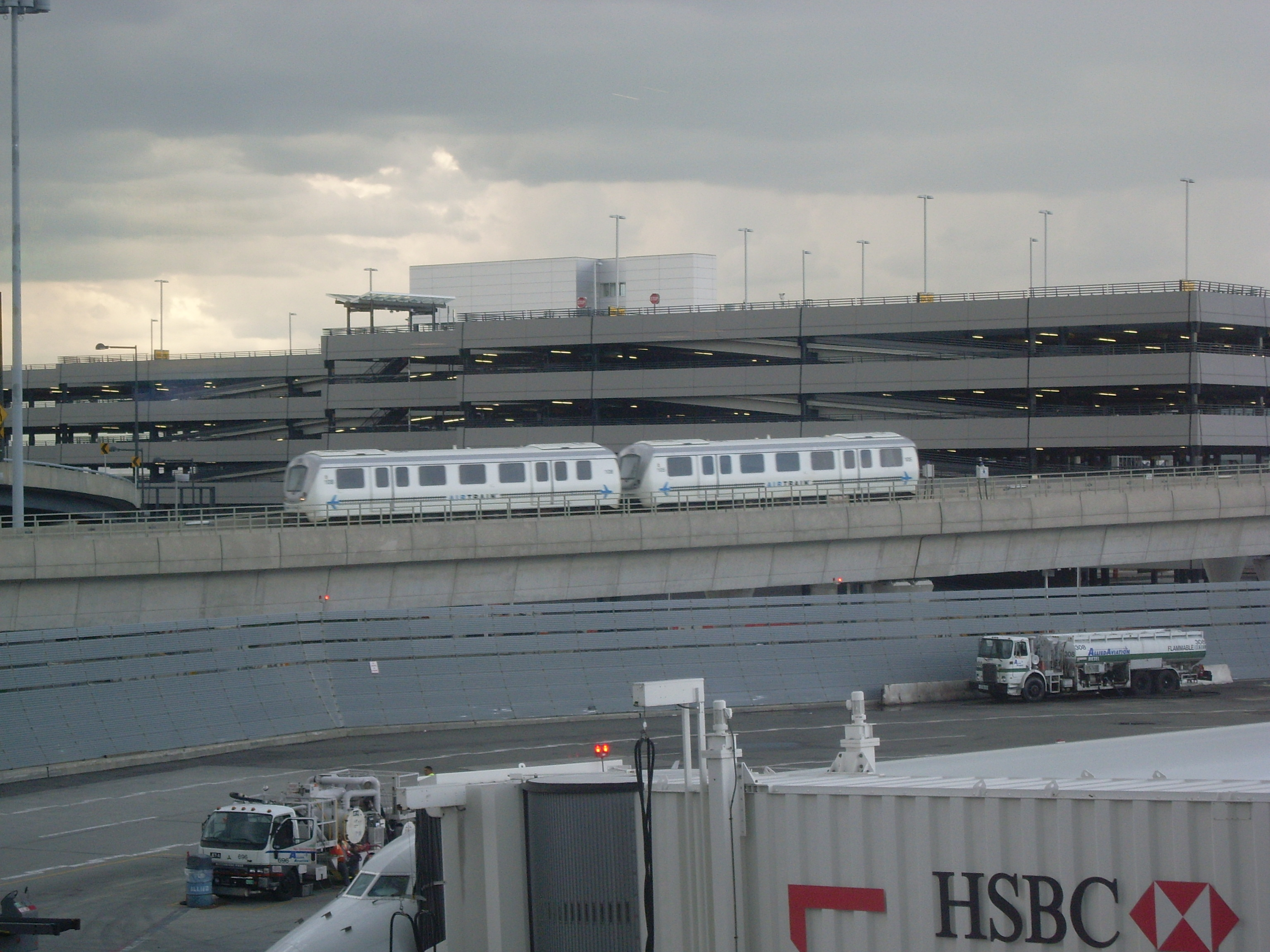
AirTrain JFK, gezien vanaf Terminal 4.

AirTrain JFK is een people mover in New York die John F. Kennedy International Airport verbindt met het openbaar vervoer van New York en de parkeerplaatsen van het vliegveld. Het wordt beheerd door de Port Authority of New York and New Jersey die tevens het vliegveld en AirTrain Newark beheert.

## Routes
De AirTrain verbindt de terminals van het vliegveld met Long Island Rail Road en met stations van de metro van New York in Jamaica en Howard Beach, beide in de borough Queens. Het traject is 13 kilometer lang en het bestaat uit drie routes:
- Howard Beach-route: Deze eindigt op het Howard Beach-JFK Airport station van de Rockaway Line (lijn A). Hij stopt ook op Lefferts Boulevard waar shuttlebussen vertrekken naar parkeerplaatsen A en B en de parkeerplaats van het vliegveldpersoneel. Hier vertrekt ook bus B15 naar Brooklyn.
- Jamaica Station-route: Deze eindigt op Jamaica Station van Long Island Rail Road, boven het metrostation Sutphin Boulevard–Archer Avenue–JFK (lijn E, J en Z).

Zowel de Howard Beach-route als de Jamaica Station-route stoppen nog op Federal Circle voordat ze naar hun eindbestemming doorreizen. Hier bevinden zich autoverhuurbedrijven en shuttlebussen naar hotels en het vrachtgedeelte van het vliegveld. Beide routes maken een lus tegen de klok in langs alle terminals van het vliegveld. De rijtijd tussen het vliegveld en de eindpunten is ongeveer 10 minuten.
De derde route is de All Terminals Loop-route die langs alle terminals van het vliegveld gaat. Deze route heeft zes stations (Terminal 1, Terminal 2 en 3, Terminal 4, Terminal 5 en 6, Terminal 7, Terminal 8 en 9). Deze route rijdt in tegenovergestelde richting als de andere twee: deze gaat met de klok mee langs alle stations.
| Station            | Andere benaming | Wordt bediend door                        |
| ------------------ | --------------- | ----------------------------------------- |
| 1                  |                 | All Terminals Loop, Howard Beach Route    |
| 2 / 3              |                 | All Terminals Loop, Howard Beach Route    |
| 4                  |                 | All Terminals Loop                        |
| 5 / 6              |                 | All Terminals Loop                        |
| 7                  |                 | All Terminals Loop                        |
| 8 / 9              |                 | All Terminals Loop, Jamaica Station Route |
| Howard Beach       | A               | Howard Beach Route                        |
| Lefferts Boulevard | B               | Howard Beach Route                        |
| Federal Circle     | C               | Howard Beach Route, Jamaica Station Route |
| Jamaica Station    | D               | Jamaica Station Route                     |

## Gebruik
De AirTrain kan gratis gebruikt worden tussen de terminals en naar de shuttlebussen op Federal Circle. Het kost $7,75 om op te stappen op Jamaica Station of Howard Beach Station. Hiervoor wordt een MetroCard gebruikt. Deze is te koop bij apparaten met contant geld, een creditcard of een betaalkaart.